# Xã Cleveland, Quận Miller, Arkansas
Xã Cleveland (tiếng Anh: Cleveland Township) là một xã thuộc quận Miller, tiểu bang Arkansas, Hoa Kỳ. Năm 2010, dân số của xã này là 3.139 người.